# (188576) Kosenda
(188576) Kosenda est un astéroïde de la ceinture principale de la famille de Hungaria.

## Description
(188576) Kosenda est un astéroïde de la ceinture principale, de la famille de Hungaria. Il présente une orbite caractérisée par un demi-grand axe de 1,96 UA, une excentricité de 0,04 et une inclinaison de 21,6° par rapport à l'écliptique.

## Compléments